# Siurgus Donigala
Siurgus Donigala (Sriugus Donigalla em sardo) é uma comuna italiana da região da Sardenha, na província da Sardenha do Sul, com  cerca de 2.188 habitantes. Estende-se por uma área de 76 km², tendo uma densidade populacional de 29 hab/km². Faz fronteira com Goni, Mandas, Nurri (NU), Orroli (NU), San Basilio, Senorbì, Silius, Suelli.

## Demografia
| Variação demográfica do município entre 1861 e 2011                               |
|                                                                                   |
| Fonte: Istituto Nazionale di Statistica (ISTAT) - Elaboração gráfica da Wikipedia |